# آلفرد ادوارد هاوسمن

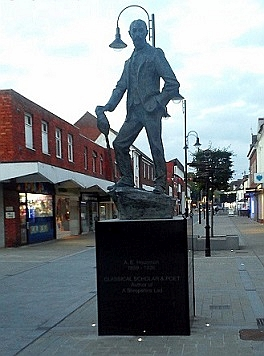
مجسمه هاوسمن در برومزگرو

آلفرد ادوارد هاوسمَن (به انگلیسی: Alfred Edward Housman) (۲۶ مارس ۱۸۵۹ – ۳۰ آوریل ۱۹۳۶) معروف به ای. ئی. هاوسمن، عالم در زمینه دوران کلاسیک و شاعر انگلیسی بود.
او بیشتر به خاطر مجموعه شعر «پسر بچه‌ای از شروپ شایر» شناخته شده‌است. اشعارش غنائی و در بسیاری موارد تلخ و گزنده است و اکثرشان را قبل از سال ۱۹۰۰ نوشته‌است. شعرهای در شکل غزل و بیشتر در سبک هجونامه و سخره نوشته شده‌است. شعرها در غالب ایجاد حس شکست، و ناامیدی در دوران جوانی در انگلستان بوده‌است.
زیبایی، راحتی، و تمایز این اشعار به کام اِدواردین‌ها (طرفداران او) و شماری از نویسنده و سراینده‌ها بسیار شیرین آمد و لذا تا قبل و بعد از جنگ جهانی مورد توجه بود.
او یکی از معروف‌ترین پیروان سبک‌های باستانی یونان و یکی از صاحب منصبان ادیب در دوران خود بوده‌است. وی شهرت خود را بین مردم با انتشار «دانش پژوه خصوصی» یکی از قوی‌ترین و با کیفیت‌ترین اثرش، تثبیت کرد.

## نمونه اشعار
آخرین اشعار (۱۹۲۲)
مجموعه اشعار (۱۹۴۰، هِنری هولت و کمپانی)
شعر زیر که مناظره‌ای بین یک انسان زنده و یک فرد مرده‌است از مشهورترین اشعار هاوسمن به‌شمار می‌رود.

## اسب‌هایم زمین را شخم می‌زنند هنوز؟
«اسب‌هایم زمین را شخم می‌زنند هنوز؟
آن چموشان که به پیش می راندمشان
و صدای سایش یراقشان را می‌شنیدم
آن گاه که نفس می‌کشیدم.»
- آری، اسب‌ها زمین را لگدمال می‌کنند

و هنوز یراقشان صدا می‌کند،
همه چیز چون پیش است
گرچه اکنون در زیر خاک‌هایی آرمیده‌ای
که خود زمانی خیششان می‌کردی.
«آیا اکنون که من دیگر سرپا نیستم
بر ساحل جویبار
هنوز دوستان پا به توپ می‌شوند؟»
- آری، هنوز توپ در گردش است

بچه‌ها با شور و شوق به هم پاس می‌دهند
دروازه‌ها پابرجاست
و گلرها هم دروازه‌بانی می‌کنند.
«آیا معشوقه‌ام که جدایی از او برایم سخت بود
آرام گرفته‌است؟
آیا او که چشمانش در وقت خواب از فراق من اشکبار بود
آرام گرفته‌است؟»
- آری، او راحت آرمیده‌است

و دیگر از گریستن در وقت خواب دست کشیده‌است.
دخترت دیگر آرام گرفته‌است
نگران نباش ای دوست من و آرام بخواب.
«اکنون که من نحیف و نزار گشته‌ام
دوست من، کار و بارت چگونه است؟
دنیا به کامت گشته‌است؟
آیا بستری بهتر از بستر من یافته‌ای؟»
- آری، ای دوست، آرام بخواب

من با معشوقه یک مرده ناکام هم بسترم
و بسیار کامروا گشته‌ام
اما مپرس معشوقه که را گزیده‌ام.

## زندگی‌نامه
آلفرد بزرگترین فرزند از ۷ بچه بود که در برومزگرو آمریکا چشم به جهان گشود. مادرش را در دوازده سالگی از دست داد و با پدرش که مشاور حقوقی در کشور بود، زندگی کرد. بعد از فوت مادرش، پدر او با یکی از اقوام که از او بزرگتر بود (لوسی)، ازدواج مجدد کرد. دو همزاد دیگرش نویسنده‌های برجسته‌ای شدند. خواهرش (کلمنس آنی هوسمن) و برادرش (لارنس هوسمن). آلفرد تحضیلات خودرا در مدرسه گینک ادوارد در بیرمنگام به پایان رسانید و بعدها در مدرسه برومسگرو انگلستان برنده جوایزی برای اشعارش شد. در سال ۱۸۷۷ موفق به دریافت پذیرش در کالج سنت جان، آکسفورد شد و برای ادامه تحصیل در رشته ادبیات به آنجا رفت. اگرچه، هوسمن فردی درونگرا بود اما با دو هم‌اتاقی خود رابطه‌ای قوی برقرار کرد (موسی جان جکسون و ای. دابلیو. پولارد).
بعد از دوران تحصیلی جکسون در دفتر ثبت اختراعات به عنوان منشی در لندن مشغول شد و شغلی برای هوسمن پیدا کرد.

## ارجاعات
1. ↑  وبلاگ مترجم